# Heorhij Buschtschan
Heorhij Mykolajowytsch Buschtschan (ukrainisch Георгій Миколайович Бущан; * 31. Mai 1994 in Odessa) ist ein ukrainischer Fußballtorwart. Seit 2011 spielt er für Dynamo Kiew in der ukrainischen ersten Liga.

## Karriere
Heorhij Buschtschan begann seine Karriere bei Dynamo Kiew, wo er 2011 erstmals im Kader der Profis stand. Für die 2. Mannschaft spielte er 2014 erstmals in der zweiten Liga.
Bei der Europameisterschaft 2021 stand er im Aufgebot der Ukraine, die im Viertelfinale gegen England ausschied.
Erfolge mit Dynamo Kiew:
- Ukrainischer Meister (1): 2020/21
- Ukrainischer Pokalsieger (2): 2019/20 und 2020/21
- Ukrainischer Superpokalsieger (3): 2018, 2019 und 2020